# Bastián Tapia
Bastián Ignacio Tapia Sepúlveda (* 9. August 2002 in Antofagasta) ist ein chilenischer Fußballspieler auf der Position des Innenverteidigers.

## Karriere

### Verein
Bastán Tapia kam 2017 in die Jugend des CF Universidad de Chile und 2020 in die Profimannschaft des Vereins. Sein Debüt gab der Verteidiger erst 2021 bei seiner ersten Leihstation Deportes Iquique in der Primera B. 2022 kehrte er zu La U zurück und absolvierte 18 Ligaspiele. Im Januar 2023 wurde Tapia an Ligakonkurrent Audax Italiano verliehen, allerdings wurde die Leihe im Juli abgebrochen. Stattdessen wurde er in die Primera B an den CD Cobreloa verliehen. Mit Cobreloa gewann er die Zweitligameisterschaft 2023.

### Nationalmannschaft
Bastán Tapia spielte unter Patricio Ormazábal drei Turnierspiele für die U-20-Nationalmannschaft bei einem Freundschaftsturnier im brasilianischen Teresópolis.

## Erfolge
Cobreloa
- Primera B: 2023